# تیمانمبوئین
تیمانمبوئین شهری در شهرستان ساپونه در استان بازگا در بورکینافاسوی مرکزی است و جمعیت آن ۱۴۱۳ نفر است.